# Click Mexicana

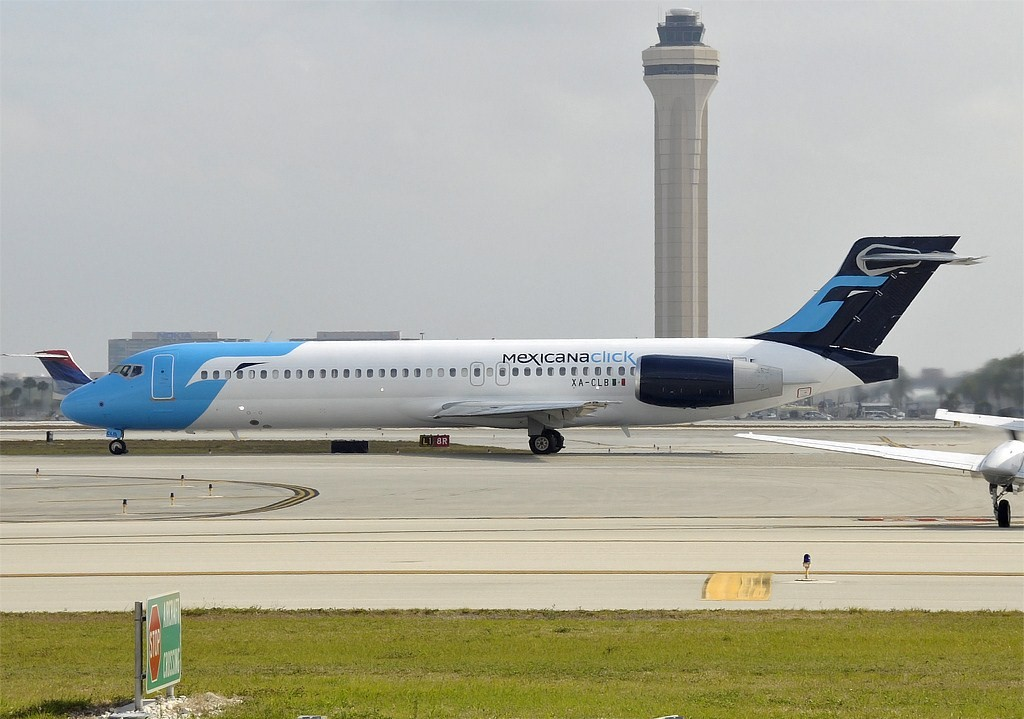
Un Boeing 717-200 en 2009

Aerocaribe (code AITA : QA ; code OACI : CBE) était une compagnie aérienne du Mexique qui a été rebaptisée Click Mexicana puis MexicanaClick devenant une compagnie à bas coûts du groupe Mexicana, désormais partie du Grupo Posadas (chaîne hôtelière).

## Histoire
Cette compagnie est née dans la région du monde maya, à Merida en 1975, alors que Cancún n'avait que 5 000 habitants. Le premier vol fut fait avec un avion Convair 440 sur le trajet Mérida-île Mujeres-Cancún-Cozumel. En 1989, la Corporación Mexicana de Aviación est privatisée et, l'année suivante, achète la totalité des actions d'Aerocaribe pour renforcer sa couverture du Sud-Est du Mexique. Avec cet achat, naît « Mexicana Inter ». En 1996, Mexicana entre dans le groupe CINTRA, une holding qui comprenait les compagnies suivantes : Mexicana de Aviación, Aerocaribe, AeroMexico, SEAT, Aerolitoral, Aeromexpress, Centro de Capacitación Alas de América et SABRE. CINTRA est actuellement une des plus grandes entreprises du Mexique et vend le Grupo Mexicana le 29 novembre 2005. Aerocaribe et Mexicana de Aviación formaient en ce sein le Grupo Mexicana. Le 28 août 2010 à midi, ClickMexicana cesse définitivement ses opérations.

## Flotte
La flotte de ClickMexicana comprenait des Boeing 717-200 et des Fokker F100.